# Hypsiboas palaestes
Hypsiboas palaestes är en groddjursart som först beskrevs av Duellman, De la Riva och Hiram Wild 1997.  Hypsiboas palaestes ingår i släktet Hypsiboas och familjen lövgrodor. IUCN kategoriserar arten globalt som otillräckligt studerad. Inga underarter finns listade i Catalogue of Life.